# Apendicectomía
La apendicectomía es la técnica quirúrgica por medio de la cual se extrae el apéndice (apéndice cecal, vermiforme o vermicular), habitualmente en casos de apendicitis aguda. Este procedimiento puede realizarse por una vía de acceso "abierta, convencional" (se accede a la cavidad abdominal a través de la clásica incisión o herida) o por una vía " endoscópica, laparoscópica, mínimamente invasiva" (se introducen en la cavidad corporal instrumentos y cámaras a través de pequeñas heridas). La apendicectomía es, en la gran mayoría de las escuelas quirúrgicas, uno de los primeros procedimientos que los cirujanos en formación aprenden, ya que, en casos de diagnóstico precoz, el procedimiento es relativamente sencillo y se asocia con pocas complicaciones y una baja mortalidad. Esta es una de las operaciones que se realizan con mayor frecuencia en centros quirúrgicos de todo el mundo.
En algunas ocasiones el apéndice cecal debe resecarse por motivos diferentes a la apendicitis aguda, entre estos la presencia de tumores malignos o benignos.

## Etimología de la palabra.
Apéndice: Del latín: appendix, -ĭcis.
1. Cosa adjunta o añadida a otra, de la cual es como parte accesoria o dependiente.
2. Satélite, alguacil o persona que sigue o acompaña de continuo a otra.
3. Anatomía: Parte del cuerpo animal unida o contigua a otra principal.
4. Botánica: Conjunto de escamas, a manera de pedazos de hojas, que tienen en su base algunos pecíolos.
apéndice cecal, apéndice vermicular, o apéndice vermiforme.
1. Anatomía: Prolongación delgada y hueca, de longitud variable, que se halla en la parte interna y terminal del intestino ciego del hombre, de los monos y de muchos roedores.
ectomía: Del latín cient. -ectomia, y este del griego: ἐκτομή ektomḗ y el latín: -ia '-ia'.
1. En medicina significa 'escisión' o 'ablación quirúrgica'.
Nota: la palabra “Apendicectomía” no aparece como tal en el Diccionario de la Lengua Española, a pesar de que otras palabras de construcción lingüística similar sí lo hacen, como “histerectomía”. 
apendicectomía (appendic(em) latín: ‘apéndice’ + -ektomíā del griego: ‘extirpación’. En inglés: appendectomy.
1. Extirpación quirúrgica del apéndice vermiforme del ciego; consiste básicamente en ligar el mesoapéndice, seccionar el apéndice cerca de su base, extirpar el órgano, e invaginar o no el muñón apendicular en el ciego.

## Sinonimia[2]
Ecfiadectomía, epitiflectomía, escolecitectomía, escolecoidectomía, escolectomía. Términos ya en desuso.
Observación: apendectomía y apendicotomía se consideran incorrectas en este sentido.

## Historia
Claudius Amyand (1681-1740), cirujano francés, realizó en 1735 la primera apendicectomía de la historia, luego popularizada por John Benjamin Murphy, en Chicago, a finales del siglo XIX.[cita requerida]

## Clasificación de la técnica
Según la magnitud del procedimiento: Es considerada una cirugía mayor.
Según la vía de acceso:
1- Apendicectomía convencional o abierta (se llega al órgano a través de heridas, cortes, incisiones clásicas). Existen múltiples incisiones descritas para la realización del procedimiento (incisión de McBurney, de Rockey - Daves, de Lanz, de Roux, de Battle - Jalaguier) . Su elección por parte del cirujano actuante depende de múltiples factores (ver más adelante en este artículo).
2- Apendicectomía por mínimo acceso (viedeoendoscópica, videolaparoscópica, endoscópica, mínimamente invasiva). Se accede a través de incisiones muy pequeñas por las que se introducen los instrumentos (específicamente diseñados para estos procedimientos) y cámaras que permiten la visualización directa y magnificada.
Según la urgencia del procedimiento:
1- Apendicectomía urgente. Su indicación más frecuente es la apendicitis aguda y está indicada realizarla habitualmente en un plazo corto después de establecido el diagnóstico (hasta 6 horas en la mayoría de los protocolos) con el objetivo de minimizar las complicaciones y la mortalidad por la progresión natural de la enfermedad.
2- Apendicectomía electiva o programada. Es la que se realiza por aquellas enfermedades que no requieren un tratamiento quirúrgico de urgencia y el cirujano dispone de un tiempo mayor para preparar al paciente y corregir los factores de riesgo que pudieran existir. Ejemplo: Tumores benignos del apéndice.
Otras:
1- Apendicectomía Incidental. Se refiere a la extirpación del apéndice cecal en el curso de otras operaciones, es decir, cuando el cirujano ha accedido a la cavidad abdominal para realizar otro procedimiento sin relación con el apéndice vermiforme y practica, además, la extracción de éste.
2- Apendicectomía profiláctica.

## Técnica quirúrgica

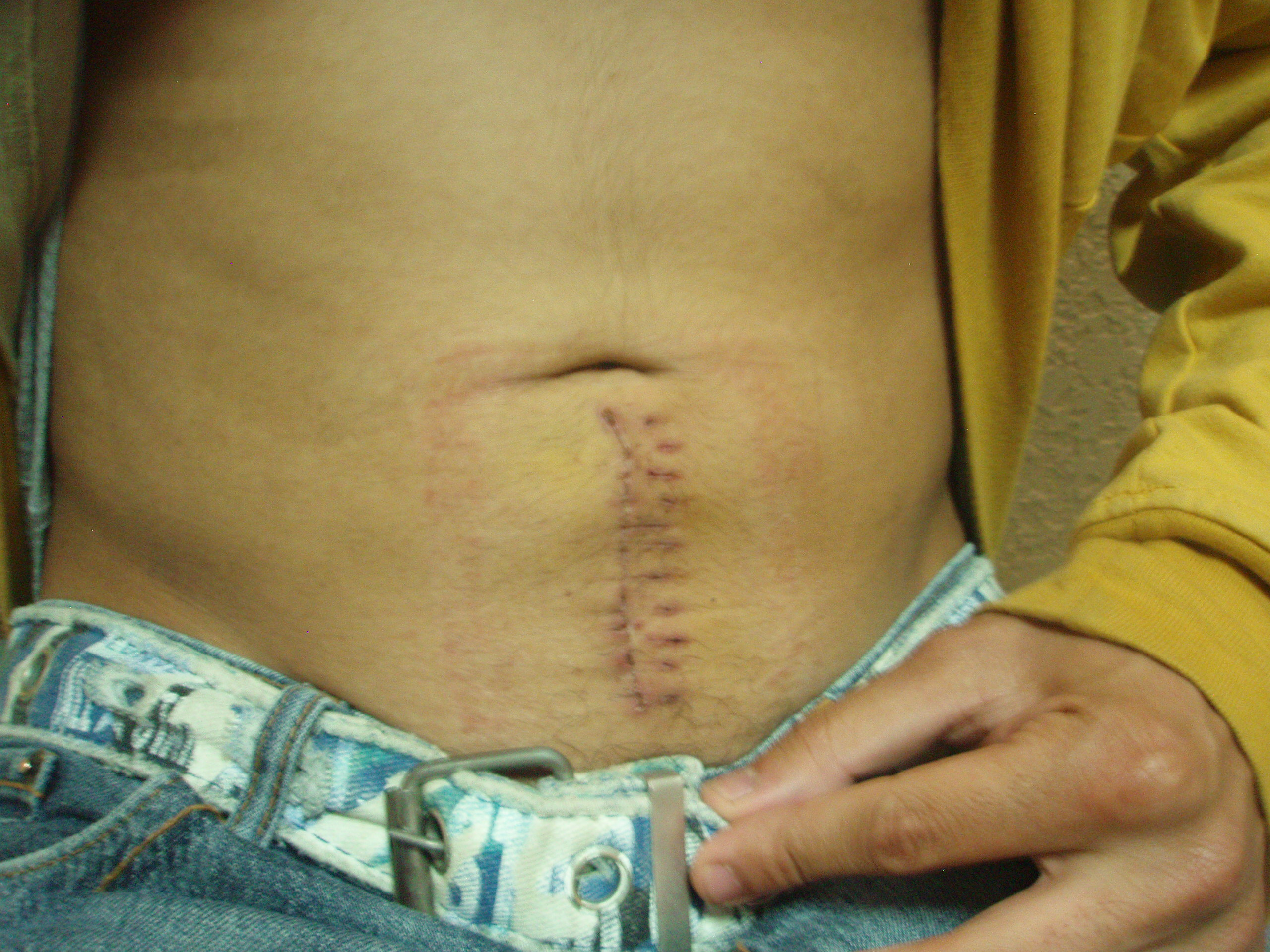
Cicatriz posterior a una apendicectomía, en un hospital público de la Ciudad de México.

Bajo anestesia general, el cirujano practica una incisión en la fosa ilíaca derecha y extrae el apéndice, enviado posteriormente a la sección de anatomía patológica del hospital para obtener el diagnóstico histológico. Una vez extraído el apéndice, se realiza un lavado de la cavidad abdominal con solución salina, que elimina la sangre y los detritos que pudieran quedar. Se realiza el cierre de la incisión por planos, desde la profundidad hasta la superficie.
Habitualmente no se dejan drenajes colocados y el paciente, en caso de no existir complicaciones y dependiendo de la evolución clínica, podrá ser dado de alta en 1-2 días.